# Jivarus viridis
Jivarus viridis är en insektsart som beskrevs av Ronderos 1979. Jivarus viridis ingår i släktet Jivarus och familjen gräshoppor. Inga underarter finns listade i Catalogue of Life.